# Vereidigter Buchprüfer
Vereidigter Buchprüfer ist eine Berufsbezeichnung. Vereidigte Buchprüfer haben die berufliche Aufgabe, Prüfungen auf dem Gebiet des betrieblichen Rechnungswesens, insbesondere Buch- und Bilanzprüfungen, durchzuführen (§ 129 Abs. 1 WPO). Zu den wesentlichen Aufgaben des vereidigten Buchprüfers gehören somit die Prüfung der Buchführung eines Unternehmens und die Prüfung eines den einschlägigen Vorschriften entsprechenden Jahresabschlusses. Vereidigte Buchprüfer sind, genauso wie Steuerberater und Rechtsanwälte, zur geschäftsmäßigen Hilfe in Steuersachen befugt. 
Vereidigte Buchprüfer dürfen keine Jahresabschlüsse „großer“ Unternehmen i. S. d. § 267 Abs. 3 HGB testieren. Diese Aufgabe ist Wirtschaftsprüfern vorbehalten (§ 319 Abs. 1 HGB).
Seit dem 1. Januar 2005 werden keine neuen „Vereidigte Buchprüfer“ mehr bestellt. Der Beruf geht in dem Beruf Wirtschaftsprüfer auf.

## Geschichte
Der Beruf des Bücherrevisors entstand durch die „Gewerbeordnung für das Deutsche Reich“ in der Fassung vom 26. Juli 1900. § 36 ermöglichte es „befugten Staats- oder Kommunalbehörden oder Korporationen“ erstmals, Bücherrevisoren zu vereidigen und öffentlich zu bestellen. Durch wen die Bestellung und Vereidigung vorgenommen werden sollte sowie die „fachlichen und persönlichen Voraussetzungen“ für die Ausübung des Berufs wurden erst durch verschiedene Landesgesetze festgelegt. Bis in die 1920er Jahre blieben die Beeidungskriterien uneinheitlich und der Beruf ein freies Gewerbe.:229 Die Handelshochschule Leipzig bot 1907 erstmals den zweisemestrigen Studiengang Diplom-Bücherrevisor an.:233 :75
Berliner Bücherrevisoren gründeten am 17. November 1896 den „Verband Deutscher Bücherrevisoren“ (VDB) als Reaktion auf den unlauteren Wettbewerb durch gerichtlich beeidigte Bücherrevisoren, die ihre Beeidigung auch in nicht gerichtlichen Fällen als Qualitätsnachweis nutzten und dadurch bei der örtlichen Kaufmannschaft bevorzugt wurden, welcher 1905 zum „Verband Deutscher Bücherrevisoren“ (VDB) wurde. Damit war der erste Zusammenschluss von Einzelrevisoren entstanden. Stand der Verband anfangs noch allen Bücherrevisoren offen, konnten einige Jahre später nur vereidigte und öffentlich bestellte Bücherrevisoren VDB-Mitglied werden. 1896 waren 15 Revisoren Mitglied beim VDB, 1916 bereits 322 und 1926 schließlich 874.:229
Die „Verordnung über den Zusammenschluß auf dem Gebiet des wirtschaftlichen Prüfungs- und Treuhandwesens“ vom 23. März 1943 schloss „Wirtschaftsprüfer, Wirtschaftsprüfungsgesellschaften und vereidigte Buchprüfer (vereidigte Bücherrevisoren)“ in der „Reichskammer der Wirtschaftstreuhänder“ zusammen. Die Berufsbezeichnung „vereidigter Bücherrevisor“ wurde durch „vereidigter Bücherprüfer“ ersetzt. Ab dem 1. Juli 1943 war das Führen der Bezeichnung „Bücherrevisor“ verboten.
Der Zugang zum Beruf wurde 1961 mit der Wirtschaftsprüferordnung geschlossen. Mit dem Bilanzrichtlinien-Gesetz (BiRiLiG) von 1986 wurde der Zugang wieder ermöglicht. 2004 wurde die fünfte WPO-Novelle verabschiedet und der Berufszugang erneut geschlossen. Seit dem 1. Januar 2005 werden keine neuen „Vereidigte Buchprüfer“ mehr bestellt. Bisherige „Vereidigte Buchprüfer“ können entweder eine vereinfachte Prüfung zum Wirtschaftsprüfer ablegen oder den Berufstitel weiter führen.